# Per Klingbjer
Per Magnus Erik Klingbjer, född 7 september 1964, är svensk naturgeograf. Han är ordförande för branschorganisationen Svensk Solenergi samt styrelseledamot i Svenska Jägareförbundet. 

## Biografi
Klingbjer är fil. dr i naturgeografi. Han disputerade 2004 vid Stockholms universitet med en doktorsavhandling om glaciärer och klimat .
Han blev invald som akademiledamot i Kungliga Skogs- och Lantbruksakademien 2018.
År 2017 tillträdde han som förbundsdirektör i Naturvetarna , en roll som han hade fram till 2022. Han har också varit ordförande i Svenskt Friluftsliv samt styrelseledamot i Första AP-fonden (AP1). Klingbjer har också tidigare innehaft olika positioner och chefsfunktioner på SGU samt på Utbildningsdepartementet. Han har också varit verksam i olika befattningar vid Stockholms universitet, Lärarhögskolan i Stockholm, Kungliga Tekniska Högskolan samt ABB.